# 佛教哲学
佛教哲学（英文：Buddhist philosophy）是指在佛陀死亡（parinirvana）之后，印度各佛教流派之间发展起来的哲学研究和探究体系，后来传播到整个亚洲。 佛教之路结合了哲学推理和冥想。 佛教的传统为佛教的解放提供了多种途径，印度和随后的东亚的佛教思想家在分析这些途径时涵盖了诸如现象学，伦理学，本体论，认识论，逻辑和时间哲学之类的话题。
早期佛教是基于意识器官获得经验证据 ，佛陀似乎对某些形而上学问题持怀疑态度，认为它们不利于宗教自由，反而导致了进一步的推测，所以拒绝回答这些问题。 佛教哲学中一个经常出现的主题是概念的具体化，以及随后回到佛教中间道路。 佛教哲学的特殊之处常常是佛教不同流派之间争论的主题，这些细节和争执引起了早期佛教的分化出各种流派。
佛教哲学采用类似于形而上学的认识论基础，提取和分析佛教中的哲学观点。 这些观点可能归类于现象学、伦理学、本体论、认识论与逻辑等等。佛教是有神论宗教，信仰鬼神和神圣的文本等超自然的信息来源， 但佛教哲学采用科学事业相同的自然的理性推理，并接受相同的评估和批评方法， 避免吸引超自然的信息来源。

## 哲学取向
哲学研究本身是理性化的批判性思维过程，而宗教是建立在启示和既定教条的基础上的， 所以哲学和宗教的可共存性受到质疑。 但是，佛教经文中确实有一些具有哲学特征的质问(命题)和著作。 在佛教哲学中，这些命题需要以自然的方式加以证明，并且他使用了以经验为条件的反思-并运用了理性, 避免超自然的信息来源（神圣的文本，神学的揭示，信条权威，直接的超自然交流)。 佛教哲学的哲学起点是逻辑，并不排除佛教神学中的理性和自然的信息来源部分。 尽管任何宗教教哲学中神学学说与哲学反思之间存在某种联系，但其哲学反思是严格理性化的，从这两个学科的角度来看，如果论证的前提至少之一是从启示中获得的，那么论证就属于神学领域；否则，它将落入哲学领域。。